# Вересковая пустошь
Ве́ресковая пу́стошь, или вереща́тник — биотоп, типичный для гористой местности и характеризующийся преобладанием рыхлых кислых почв тёмно-серого цвета с примесью белого песка, бедных калием, азотом и фосфором. Обычно представляет собой заросли вереска обыкновенного (Calluna vulgaris) и растений из рода Эрика (Erica).
В настоящее время вересковые пустоши обычно означают необработанные холмистые земли (такие как Дартмур в Юго-Западной Англии), но также включают низменные водно-болотные угодья (такие как Седжмур, также Юго-Западная Англия). Они тесно связаны с пустошами, хотя эксперты расходятся во мнениях относительно того, что именно отличает оба типа растительности. Как правило, вересковые пустоши относятся к высокогорным зонам и зонам с большим количеством осадков, тогда как пустошь относится к низменным зонам, которые с большей вероятностью являются результатом деятельности человека. Места обитания вересковых пустошей в основном встречаются в тропической Африке, Северной и Западной Европе и в неотропической Южной Америке.
Большинство вересковых пустошей мира представляют собой очень разнообразные экосистемы. В обширных вересковых пустошах тропиков биоразнообразие может быть чрезвычайно высоким. Вересковая пустошь также может иметь отношение к тундре (где материнской породой является вечная мерзлота или постоянно мерзлая почва), представляя собой переходный биотоп от тундры к естественной древесной зоне. Граница между тундрой и вересковыми пустошами постоянно смещается с изменением климата.

## Вересковая пустошь
Пустоши и вересковые пустоши — самые обширные области полуестественной растительности на Британских островах. Восточно-британские вересковые пустоши похожи на вересковые пустоши, но отличаются наличием торфяного покрова. На западных болотах толщина торфяного слоя может достигать нескольких метров. Шотландские «мьюры» обычно представляют собой вересковые пустоши, но также имеют обширный покров из травы, пушицы, мхов, папоротника и кустарников, таких как водяника, а более влажные вересковые пустоши имеют сфагновый мох переходящий в болото.
Неизвестно, сколько вересковых пустошей было создано в результате человеческой деятельности. Оливер Рэкхем пишет, что анализ пыльцы показывает, что некоторые вересковые пустоши, например, на островах и на крайнем севере Шотландии, явно естественны, никогда не имели деревьев, тогда как большая часть территории Пеннинских вересковых пустошей была покрыта лесом во времена мезолита. В какой степени исчезновение лесов было вызвано климатическими изменениями, а в какой — деятельностью человека, остается неясным.

## Экология
Множество различных типов среды обитания можно найти в различных регионах мира на вересковых пустошах. Дикая природа и растительные формы часто приводят к высокому эндемизму из-за суровых почвенных и микроклиматических характеристиках. Например, в английском Эксмуре, Эксмурский пони, редкая порода лошадей которая адаптировалась к суровым условиям окружающей среды.
В Европе сопутствующая фауна состоит из таких видов птиц, как белая куропатка, полевой лунь, дербник, золотистая ржанка, большой кроншнеп, полевой жаворонок, луговой конёк, луговой чекан, белозобый дрозд и горная коноплянка. В других местах вересковых пустошей преобладают другие виды. Рептилий мало из-за более прохладных условий. В Европе часто встречается только обыкновенная гадюка, хотя в других регионах вересковые пустоши обычно являются домом для десятков видов рептилий. Такие земноводные, как лягушки, широко представлены в вересковых пустошах. При чрезмерном выпасе вересковой пустоши, древесная растительность часто теряется, ее заменяют грубые, невкусные травы и папоротник, а фауна значительно сокращается.
Некоторые породы горных овец, такие как шотландские черномордые и лонк, прекрасно себя чувствуют в суровых условиях вересковых пустошей.

## Управление
Сжигание вересковых пустошей практиковалось по целому ряду причин. Например, когда выпас скота недостаточен для контроля роста. Это зарегистрировано в Британии в XIV веке. Неконтролируемое сжигание часто вызывало (и вызывает) проблемы, и было запрещено законом в 1607 году. С появлением в XIX веке разведения овец и куропаток это снова стало обычной практикой. Вереск сжигают примерно раз в 10-12 лет, когда он легко восстанавливается. Оставленные дольше, более древесные стебли будут гореть более агрессивно и будут препятствовать отрастанию. Сжигание растительности вересковой пустоши требует очень тщательного контроля, поскольку сам торф может загореться, а тушить его может быть трудно, а то и невозможно. Кроме того, неконтролируемое сжигание вереска может способствовать альтернативному росту папоротника и грубой травы, что в конечном итоге приводит к ухудшению качества выпаса. В результате сжигание теперь является спорной практикой; Рэкхем называет это «вторым лучшим управлением земельными ресурсами».
В Европе применяют механическую обрезку вереска, но важно удалить материал, чтобы избежать повторного роста. Если оставить вереск и другую растительность слишком долго, накапливается большой объем сухого и горючего материала. Это может привести к тому, что лесной пожар выжжет большую площадь, хотя было обнаружено, что семена вереска прорастают лучше, если подвергаются кратковременному тепловому воздействию контролируемого горения.
С точки зрения управления вересковыми пустошами в интересах дикой природы в Великобритании характеристики растительности важны для численности воробьиных, в то время как борьба с хищниками способствует росту численности тетерева, золотистой ржанки и кроншнепа. Чтобы принести пользу нескольким видам, требуется множество вариантов управления. Однако управление должно осуществляться в местах, которые также подходят для видов с точки зрения физических характеристик, таких как рельеф, климат и почва.

## Вересковая пустошь в литературе
Развитие чувствительности к природе и своему физическому окружению росло с ростом интереса к пейзажной живописи, и особенно к работам художников, которые отдавали предпочтение широким и глубоким перспективам и суровым пейзажам. Для английского романтического воображения вересковая пустошь идеально вписывалась в этот образ, усиливая эмоциональное воздействие истории, помещая ее в подчеркнутый и вызывающий воспоминания пейзаж. Вересковая пустошь образует декорации различных произведений поздней романтической английской литературы, начиная от Йоркширской пустоши в Грозовом перевале Эмили Бронте и Таинственном садом Фрэнсис Бёрнетт и заканчивая Дартмуром в Холмской мистерии Артура Конан Дойла Собака Баскервилей.
В сериале Великолепная пятёрка Энид Блайтон молодые герои путешествуют по разным пустошам, где сталкиваются с преступниками или другими интересующими их людьми. Такая обстановка усиливала сюжет по мере того, как драма разворачивалась вдали от функционирующего мира, где дети могли решать свои собственные проблемы и сталкиваться с большей опасностью. Вересковая пустошь в лесу Bowland в Ланкашире — это место действия романа Уолтера Беннета Ведьмы Пендла, правдивой истории о некоторых из самых печально известных судебных процессов над ведьмами в Англии. В серии Эрин Хантер Коты-Воители один из четырех кланов, клан ветра, живет в одиночестве в пустоши.
Майкл Джекс, автор книги «Тайны рыцарей-тамплиеров», описывает в своих книгах в Дартмур и его окрестности. Зверь Пола Кингснорта также разворачивается на западноанглийских болотах, используя бесплодный ландшафт и поля вереска для передачи тем безвременья и удаленности от цивилизации.

## Известные вересковые пустоши

### Африка

#### Демократическая Республика Конго
- Горные вересковые пустоши Рувензори-Вирунга

#### Эфиопия
- Эфиопские горные вересковые пустоши

#### Кения
- Горные вересковые пустоши Восточной Африки
- Кения

#### Руанда
- Горные вересковые пустоши Рувензори-Вирунга

#### Судан
- Горные вересковые пустоши Восточной Африки
- Эфиопские горные вересковые пустоши

#### Танзания
- Горные вересковые пустоши Восточной Африки
- Килиманджаро
- Меру

#### Уганда
- Горные вересковые пустоши Восточной Африки

### Европа

#### Австрия
- Tanner Moor
- Längsee Moor
- Moorbad Gmös

#### Бельгия
- Weißer Stein (Eifel)

#### Германия
- Großes Torfmoor
- High Fens
- Hücker Moor
- Oppenwehe Moor
- Worringer Bruch

#### Великобритания
В Соединенном Королевстве находится примерно 10-15 % мировых вересковых пустошей. Известные области нагорной вересковой пустоши в Великобритании включают Озёрный край, Пеннины (включая Тёмный пик и лес Bowland), Средний Уэльс, Южные возвышенности Шотландии, Шотландское нагорье, и несколько очень маленьких участков в западном Херефордшире.
- Bleaklow, Тёмный пик
- Бодмин-Мур, Корнуолл
- Блэк-Маунтинс, Уэльс
- Брекон-Биконс, Уэльс
- Дартмур, Девон
- Эксмур, Западный Сомерсет и Северный Девон
- Лес Bowland, Ланкашир
- Hexhamshire Moors, Нортумберленд и графство Дарем
- Норт-Йорк-Мурс, Северный Йоркшир
- Migneint, Гуинет
- Mynydd Hiraethog, Денбишир и Конуи
- Penwith, Корнуолл
- Раннох-Мур, Нагорье, Шотландия
- Rombalds Moor (включая Ilkley Moor), Западный Йоркшир
- Долина Россендейл, Ланкашир
- Saddleworth Moor, Большой Манчестер
- Шропширские холмы, небольшие участки вересковой пустоши, такие как Long Mynd
- Западно-Пеннинские пустоши, включая Oswaldtwistle Moor, Haslingden Moor, Rivington Moor и Darwen Moor в Ланкашире
- Комплекс Ythan Estuary, Абердиншир, Шотландия: крупнейшая прибрежная вересковая пустошь в Соединенном Королевстве, известная высоким биоразнообразием
- Drumossie Moor, часто называемый Culloden Moor, место битвы при Каллодене

### Южная Америка

#### Аргентина
- Магеллановы вересковые пустоши

#### Чили
- Магеллановы вересковые пустоши

#### Колумбия
Колумбия — одна из трёх стран в мире, где располагается парамо (тропическая вересковая пустошь) и более 60 % регионов парамо находится на её территории.
- Sumapaz Páramo, Богота
- Национальный природный парк Чингаза, Департамент Кундинамарка
- Oceta Páramo, Департамент Бояка
- Игуаке, Департамент Бояка
- Пурасе, Департамент Каука
- Páramo de Santurbán, Департамент Сантандер

## Последствия
Во второй половине XX века чрезмерное использование вересковых пустошей под выпас скота, коммерческие лесопосадки и инвазия чужеродных растений, таких, как Орляк обыкновенный (Pteridium aquilinum), привели к деградации и исчезновению 20 % всего пространства пустошей.